# エングリッシャーガルテン

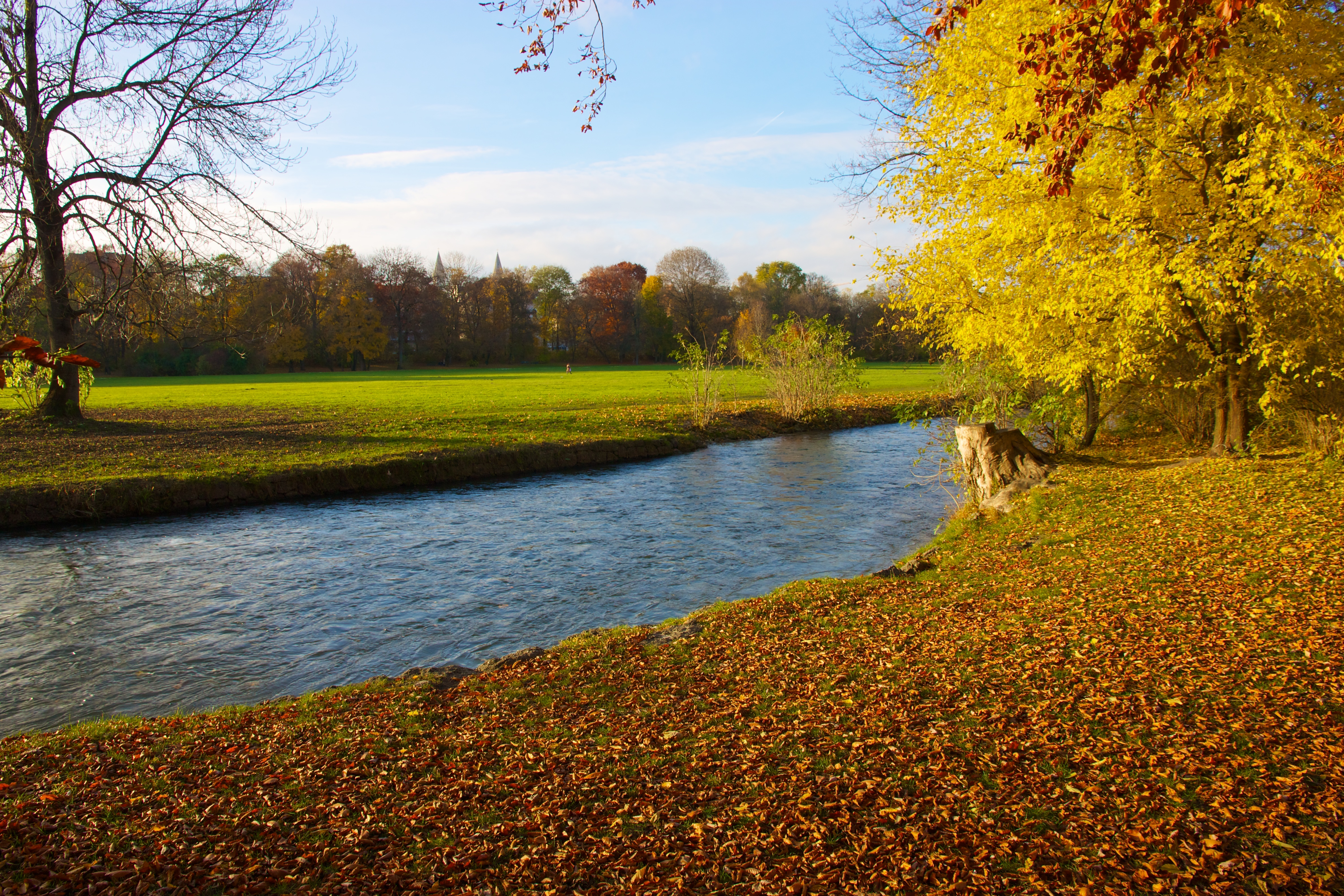
イギリス庭園の秋の風景

エングリッシャーガルテン（Englischer Garten）またはイギリス庭園は、ドイツのミュンヘン中心部にある大規模な公園で、中心街から市の北に向かって延びている。
総面積は373haで、都心部から歩いて行ける公園としては世界的に見ても規模が大きく、ニューヨークのセントラル・パークより広い。名称はドイツ語でイギリス式庭園を意味し、18世紀中ごろから19世紀初めにかけてイギリスで流行したランスロット・ブラウンに代表される幾何学的でない造園方式で設計された。

## 歴史

### 始まり

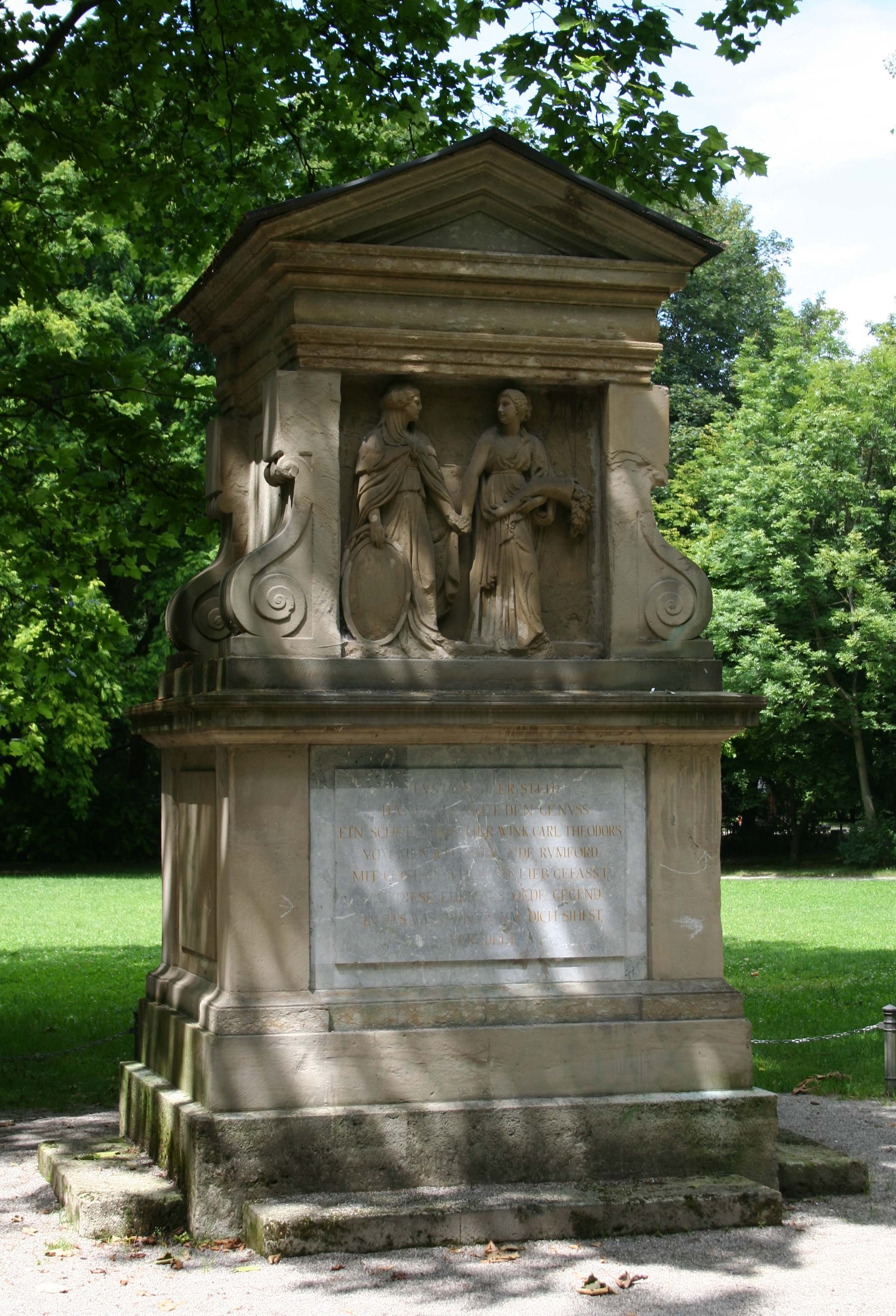
トンプソンの貢献を称えたランフォード記念碑が庭園内にある。

バイエルン選帝侯マクシミリアン3世ヨーゼフは1777年に子がない状態で死に、ヴィッテルスバッハ家のバイエルン系統が途絶えた。そのため後継者にはライン宮中伯（プファルツ選帝侯）だったカール・テオドール (1724-1799) が選ばれた。彼はマンハイムに住み続けたいと考えていたため、継承したくなかったバイエルン選帝侯領とオーストリア領ネーデルラントを交換しようとしたが、失敗した。当然ながらミュンヘン市民も彼に反発した。その不幸な雰囲気の中で、カール・テオドールはミュンヘン市の改良に注意を向けた。中でもホーフガルテンの北のアーケードに美術館を作り、庭園と美術館の両方を一般に開放した（庭園は1780年、美術館は1781年に公開）。
ミュンヘンには公園がホーフガルテンしかなく、何か新たなものが必要とされていた。しかし、それがイギリス庭園を造る主な動機となったわけではない。むしろベンジャミン・トンプソンが進めていた軍隊改革の一部として行われたもので、彼は後にランフォード伯となり、バイエルンの戦争大臣を務めた。アメリカのマサチューセッツに生まれたトンプソンは、アメリカ独立戦争ではイギリス側として働き、イギリスの敗北後はヨーロッパに移住して1784年にカール・テオドールの下で勤めていた。1788年、トンプソンは平時に兵士の大多数に農業や造園業などの民間の仕事に従事する許可を与えるべきだと提案。1789年2月、カール・テオドールは各都市の守備隊がそれぞれの都市に軍隊の庭園を配置することを命じた。それらの庭園は造園作業を通して兵士に農耕への知識を授けると同時に保養所としての役目も持ち、さらに一般への開放も意図されていた。
ミュンヘンでの庭園は市街地のシュバービンガー門の北に計画された。そこは中世を通してヴィッテルスバッハ家の狩猟地だった場所で Hirschanger または Hirschau（「鹿囲い」の意）と呼ばれていたが、元々庭園に含まれていなかった北端部は "Lower Hirschau" と呼ばれるようになった。南部の木々が茂った地域は Hirschangerwald と呼ばれている。この地域はミュンヘンを流れるイーザル川の氾濫原だった。1790年、技師 Anton von Riedl が護岸堤防を作りその問題が解消された。
軍事庭園の工事は1789年7月に始まり、間もなく800メートル×200メートル弱の部分が整地された。すぐにこれを公園として拡張するというアイデアが生まれ、軍事庭園はそのごく一部となった。1789年8月13日、カール・テオドールは Hirschanger を一般市民に開放すると宣言。同年8月初めには、イギリスで風景式庭園を学びカール・テオドールの下でシュヴェッツィンゲン城で働いていたフリードリッヒ・ルードヴィッヒ・フォン・シュケルを呼び寄せ、プロジェクトに参加させた。公園開発に関連して様々な付随プロジェクトが開始された。当時創設された陸軍士官学校の庭 "Elevengarten"、牛の農場 "Schweizerey"、羊の農場 "Schäfery"、農耕技術の改良を目指す農業学校 "Ackerbauschule"、家畜の治療のための獣医学校 "Vihearzneyschule" などが造園・建設された。それらの多くは公園内に長く置かれたわけではなく、例えば獣医学校はミュンヘン大学の獣医学部となっている。フェテリンエル通りには1790年から存在する庭園の門がある。元々は「テオドール公園」と名付けられたが、すぐに「イギリス庭園」という説明的な名称が一般化した。1790年5月までに大部分が完成し、カール・テオドールが視察に訪れている。しかし、約4万人のミュンヘン市民に一般公開されたのは公式には1792年春のことだった。

### その後の拡張

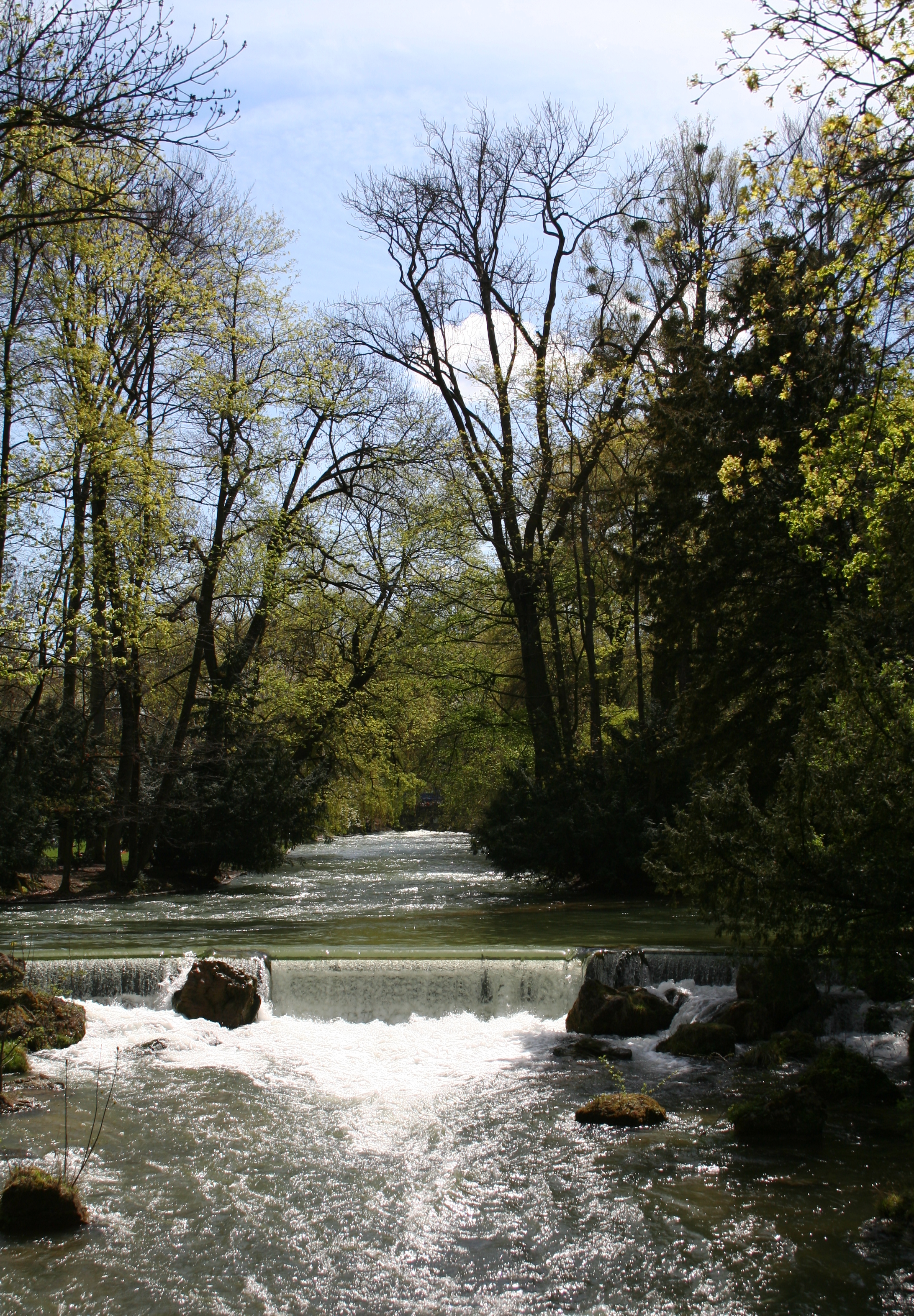
1815年に作られた滝

1798年、トンプソンはミュンヘンを去った。後継者の Baron von Werneck は庭園を農場として使用して採算がとれるようにしようと試みた。そのため、1799年12月に牧草地とするために庭園を北に拡張した。軍事庭園のフィールドは1800年1月にイギリス庭園に追加された。Werneck の改修には費用がかさんだため、1804年にシュケルが後を受け継ぐことになり Bayerischer Hofgärtenintendant（バイエルン宮廷庭園監督）という職が新設された。シュケルは当初から助言を行っていたが、実際に作られた庭園は彼のアイデアとは異なっており、彼はそのことを1807年の覚え書きで発表している。1804年から1823年まで造園を監督したことで、農場的性格もあった庭園が風景式庭園へと集中するようになっていった。例えば、庭園内の人工の小川の分岐点には水車小屋があったが、1814年から1815年に取り除かれて人工的な滝が作られた。
シュケルの指揮下で、公園は現在見られるような形になった。その後大きく変化した点は、後継者となった甥のカール・アウグスト・シュケルが円形神殿（モノプテロス）を設置するために丘を作ったぐらいである。20世紀になって若干の拡張が施されている。例えば1952年にはヨーゼフ・フォン・マッファイの蒸気機関車工場の跡地30ヘクタールが公園に組み込まれた。さらに1958年から1962年に67ヘクタールの Hirschauer Forst も公園に組み込まれた。既存部分はほとんど変化していない。第二次世界大戦時には、爆撃で円形神殿が破損し、中国の塔が破壊された。また、Hirschanger に93,000立方メートルの瓦礫が廃棄された。瓦礫が撤去されたのは1953年で、跡地は学校のグラウンドになった。なお公園内にはかつてクラインヘッセローアー湖の湖畔に別のグランドもあり、1972年のミュンヘンオリンピックでアーチェリー会場として使われた。1963年にはイーザルリングと呼ばれるミュンヘンの環状道路がクラインヘッセローアー湖の北を横断するように通され、庭園を二分するようになった。20世紀末ごろミュンヘン市は中国の塔の北を横断している通りに路面電車を通すことを計画したが、庭園を所有するバイエルン州政府が反対したため計画は立ち消えとなった。自然災害も起きている。1964年、1988年、1990年に大きな嵐によって多くの木が倒れた。また、病気 (en) によって庭園内のニレの大半が枯れてしまった。そういった木々の喪失に対しては、ミュンヘンのローカル紙が庭園の200周年を記念して1989年と1990年に植樹キャンペーンを行い、病気に耐性のあるニレ1000本を含む1500本の木々が植樹された。

## 園内の名所

### 日本式茶室「閑松庵」

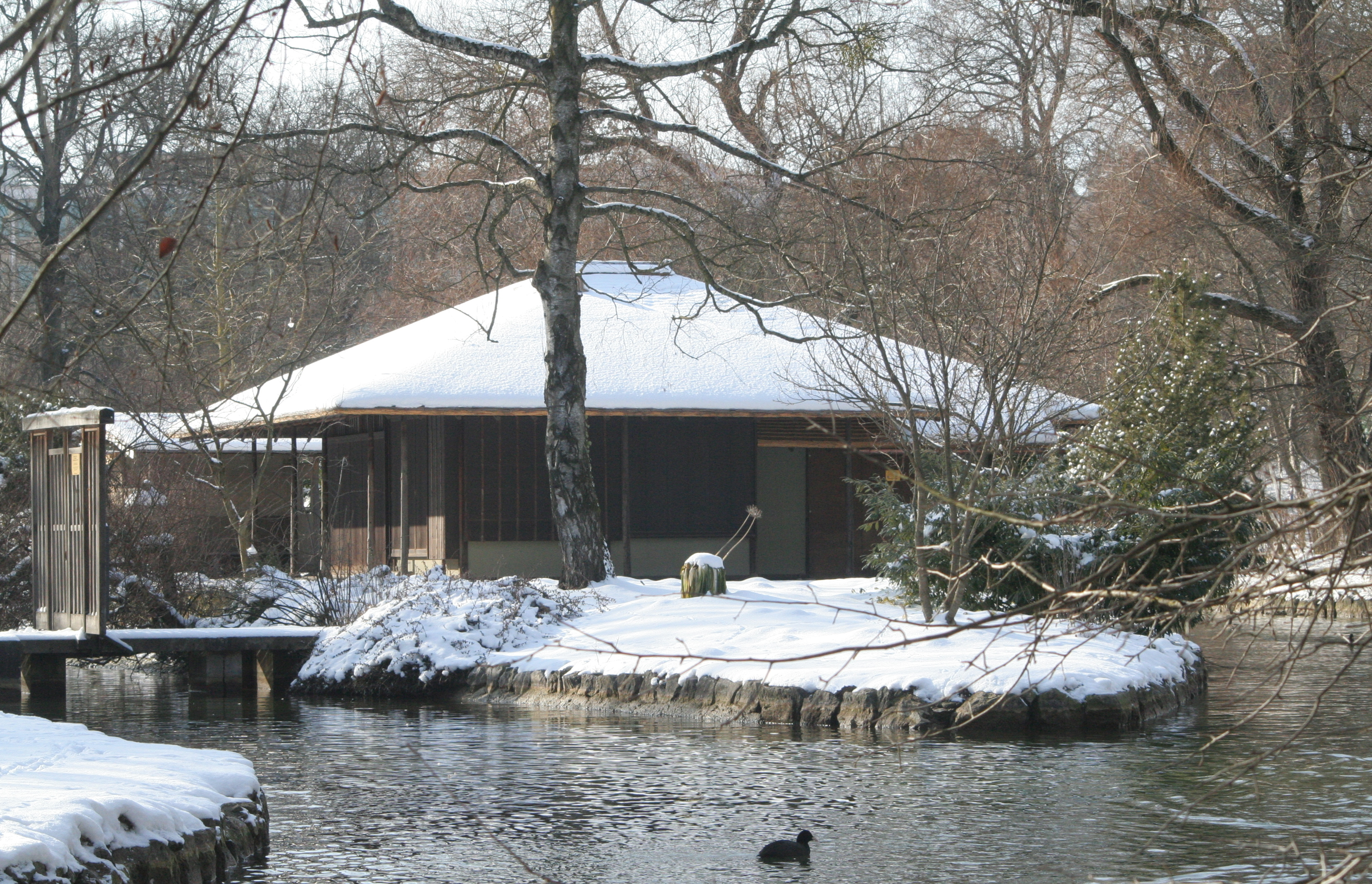
雪景色の閑松庵

1972年4月、ミュンヘンオリンピック開催を記念してイギリス庭園の南端、ハウス・デア・クンストの裏手に日本庭園と茶室が建設された。茶室は池の中の島に建てられており、その池は1969年に作られたものである。茶室は裏千家がバイエルン州政府に寄贈した。
毎年4月から10月は月に8回(開催日は2日間だが1日4回開催される)茶会が開催され、ドイツ語にて日本式の茶道、茶室、茶器などの説明が行われている。お茶とお茶菓子も振る舞われる。料金は大人6ユーロ、子供3ユーロ、所要時間は約1時間、10人以上で参加したい場合は事前申し込みが必要。
毎年7月に閑松庵周辺にて在ミュンヘン日本国総領事館、バイエルン独日協会、 ミュンヘン日本人会の主催で日本祭りが開かれる。

### シェーンフェルド牧草地とその周辺

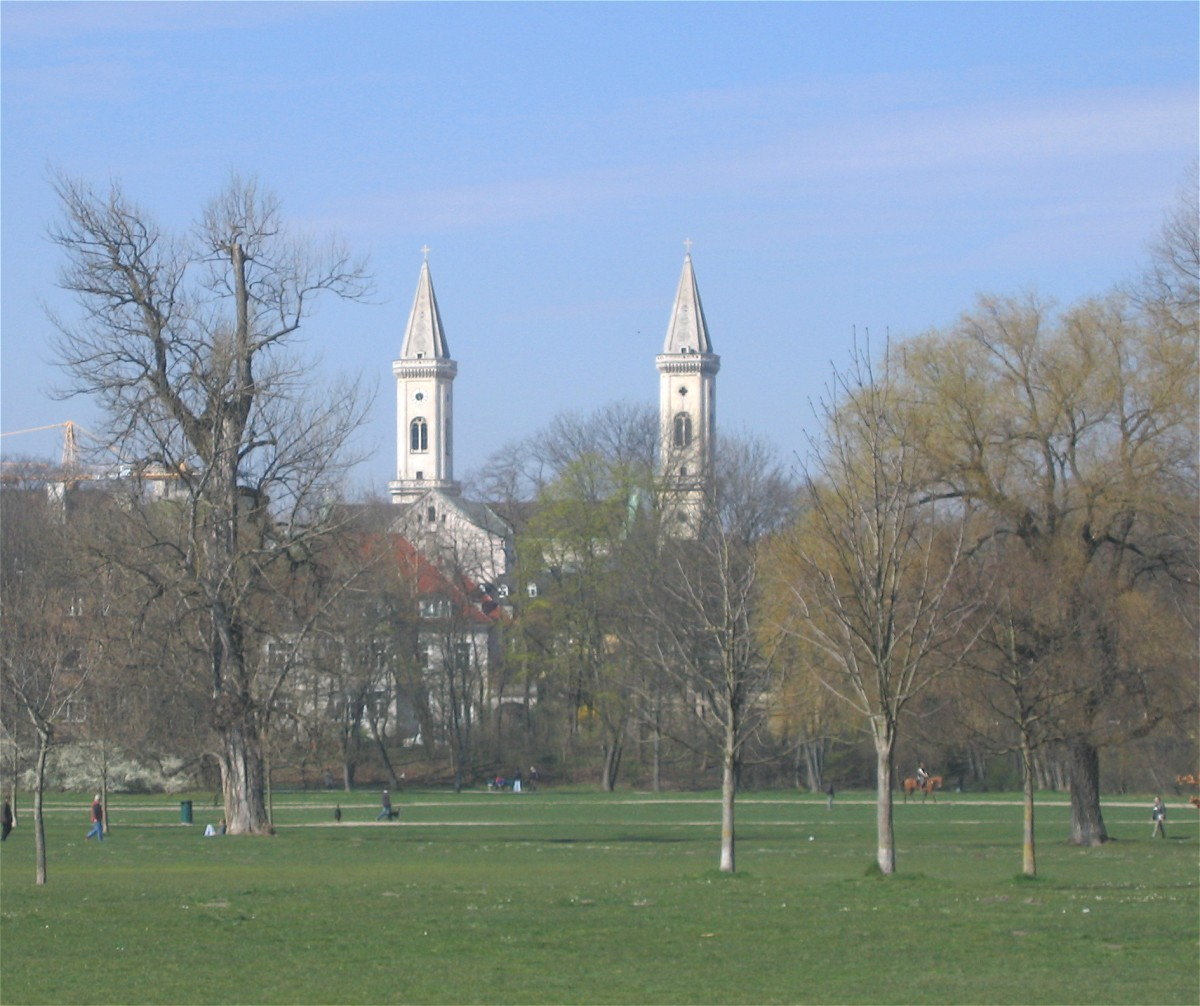
Schönfeldwiese の北部から Ludwigskirche を望む。

円形神殿と茶室の間にあるのが Schönfeldwiese（シェーンフェルド牧草地）である。ここには1960年代からヌードで日光浴することが許された場所があり、ヌードが許可されたことが大々的に報道され、イギリス庭園が世界的に有名になるきっかけとなった。この場所の東側から Schwabingerbach という小川が北西に向かって流れている。Schwabingerbach の北側が Carl Theodorswiese（カール・テオドール牧草地）であり、この庭園で最も古い部分である。円形神殿の建つ丘の麓の森に "Burgfriedsäule" という境界碑があり、ミュンヘン小僧がその上に立っている。

### サーフィン
イギリス庭園を流れる人工の小川の出発点には、ポンプを使って波を発生させる装置が設置されている。ここでサーフィンが行われているが、熟練したサーファーに限るという掲示がある。

### 円形神殿

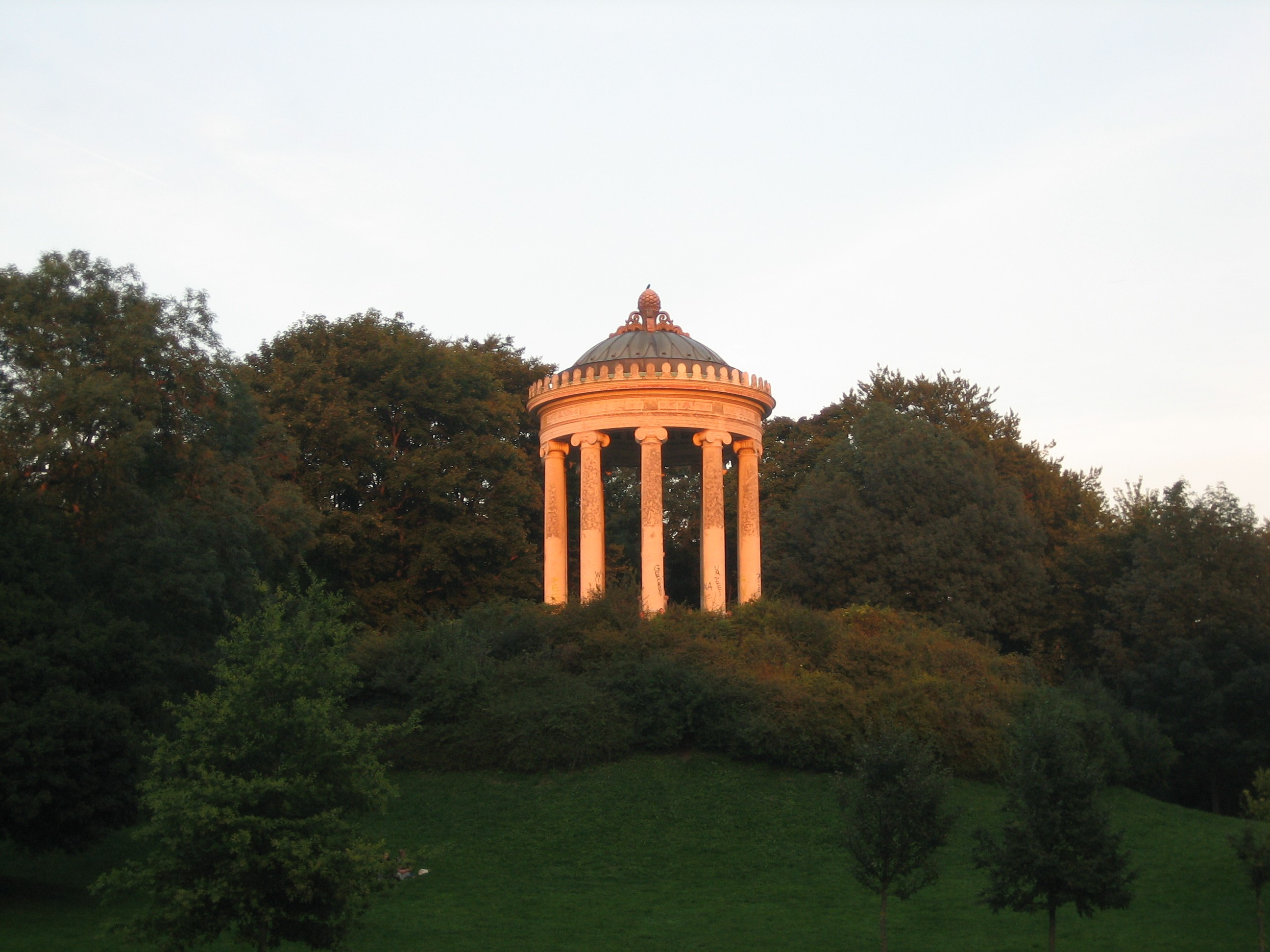
夕暮れ時の円形神殿（モノプテロス）

木製のアポロ神殿（現在の Steinerne Bank）が撤去されると、その近くにシュケルが元々構想していた丘の上の神殿を建設することになった。それが石でできた高さ16mほどの円形神殿（モノプテロス）であり、設計はレオ・フォン・クレンツェが行った。1832年、レジデンツ（王宮）の改修で余った石材を使って15mの土台の上に建設が始まり、周囲を丘に造園し始めた。丘と神殿は1836年に完成。10本のイオニア式の柱で銅板で葺かれたドームを支えている。この円形神殿の特徴は石に多彩色の壁画が描かれている点で、クレンツェの当時の興味が反映されている。

### Steinerne Bank

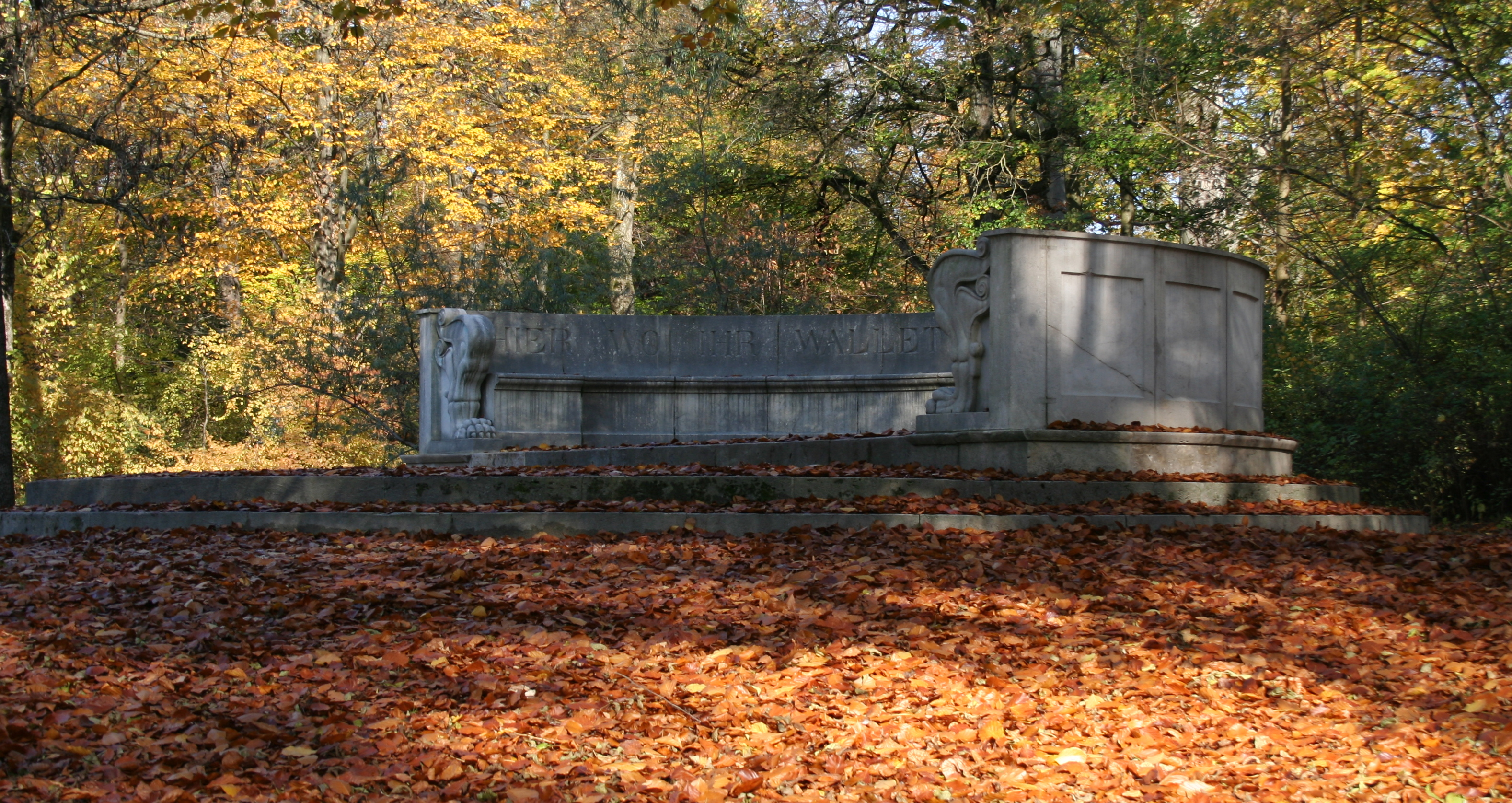
クレンツェの Steinerne Bank

円形神殿を建設する以前、中国の塔のやや南方、小川のほとりに小さな円形の神殿が建っていた。Johann Baptist Lechner (1758-1809) が設計して1789年に建設したもので、Josef Nepomuk Muxel が制作したアポローン像が1791年に設置されたためアポロ神殿と呼ばれていた。土台部分は凝灰岩でできていたが、神殿本体は木製で、18世紀初めごろには朽ちてしまった。レオ・フォン・クレンツェは1838年、神殿のあった場所にエクセドラまたは石のベンチ (Steinerne Bank) を作り、そこに "Hier wo Ihr wallet, da war sonst Wald nur und Sumpf"（あなたが散策するこの場所は、かつてただの木と沼地だった）という碑文を刻んだ。神殿の円形の基礎が曲線を描いたベンチの基礎に流用されている。

### 中国の塔

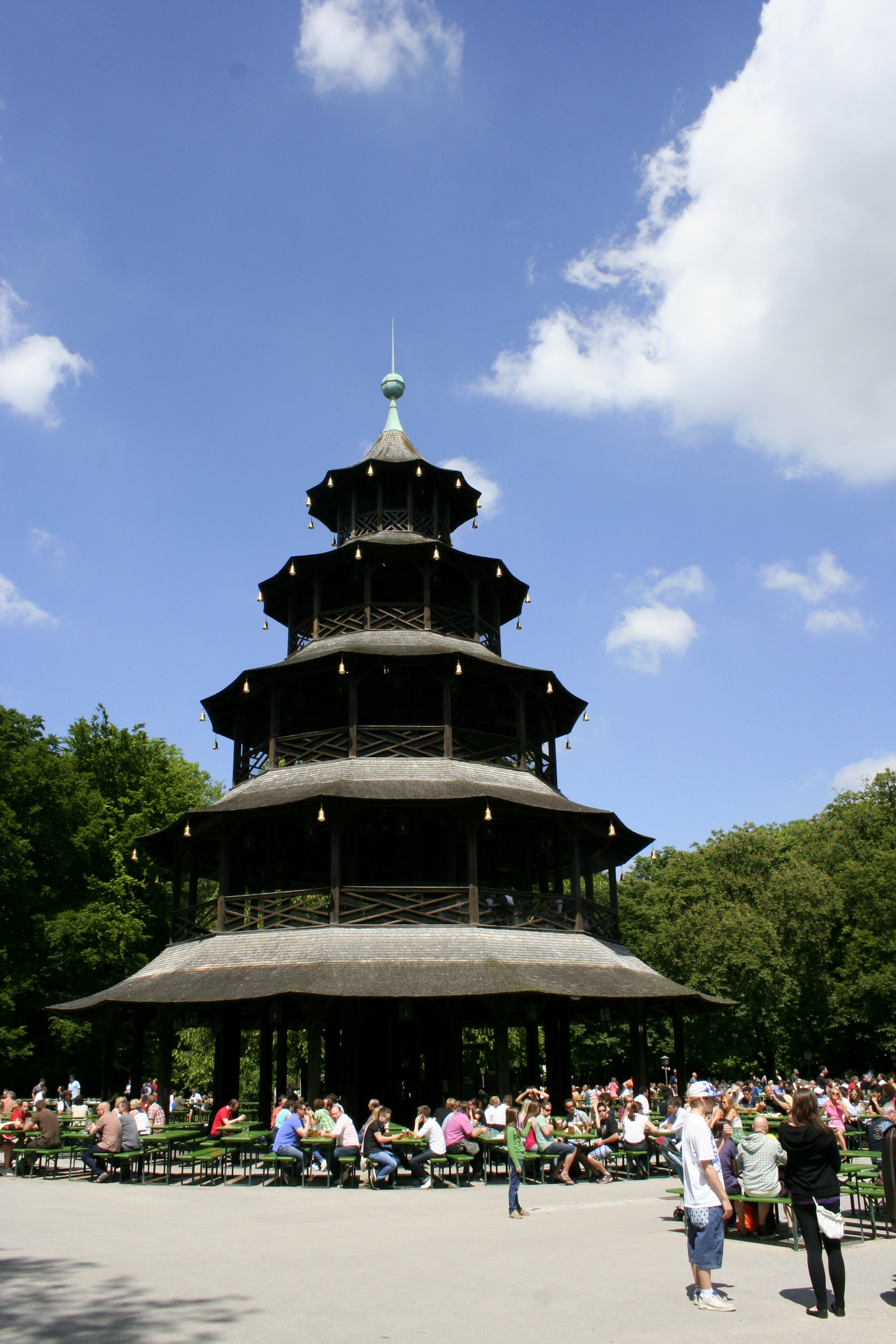
中国の塔 (Chinesischer Turm) とビアガーデン

#### 塔
中国の塔 (Chinesischer Turm) は高さ25mの木製の建築物で、1789年から1790年に建設された。設計はマンハイムの軍事建築士 Joseph Frey (1758-1819) が行った。ロンドンのキューガーデンのパゴダをモデルにしている。このパゴダは中国皇帝の庭園に建っていたパゴダに似せて作られたもので、イギリス庭園の中国の塔の倍の高さがある。ミュンヘンの塔は5階建てで、1階の屋根は直径19mあり、最上階の屋根は直径6mである。
1944年7月13日、もともとの塔が激しい爆撃による火事で焼失したが、1951年に再建委員会が創設され、写真や絵を元に1952年9月に再建された。

#### 周辺
1790年、Lechner の設計で Chinesische Wirtschaft（中国風レストラン）が追加された。1912年には、もともとの設計を反映させた現代的建築物に置換されている。7,000席あるビアガーデンはミュンヘンでも2番目の規模である。
19世紀末ごろには、5000人ほどの使用人、職人、兵士、学生らが日曜の早朝からここに集まり、ブラスバンドの演奏でダンスを楽しんだという。ダンスは朝5時から8時までの3時間で、その後使用人らは仕事に戻った。この慣習は1904年、警察によって禁止される。しかし1989年、公園の200周年を記念して4000人が集まったダンスパーティが行われ、その後毎年7月に開催されるようになった。
1823年、塔のそばに子供用のメリーゴーラウンドが設置された。1912年に改修され、今も使われている。彫刻家の Joseph Erlacher が設計し、画家の August Julier が装飾を施した。このメリーゴーラウンドは馬だけでなく珍しい動物も回っており、アイベックス、コウノトリ、フラミンゴなどに乗れる。木製の屋根と柱は1979年から1980年に修理されている。
塔の南にある Ökonomiegebäude は Lechner が18世紀末ごろにモデル農家として設計したものだった。今ではイギリス庭園の事務所として使われている。

### ランフォード・ホール

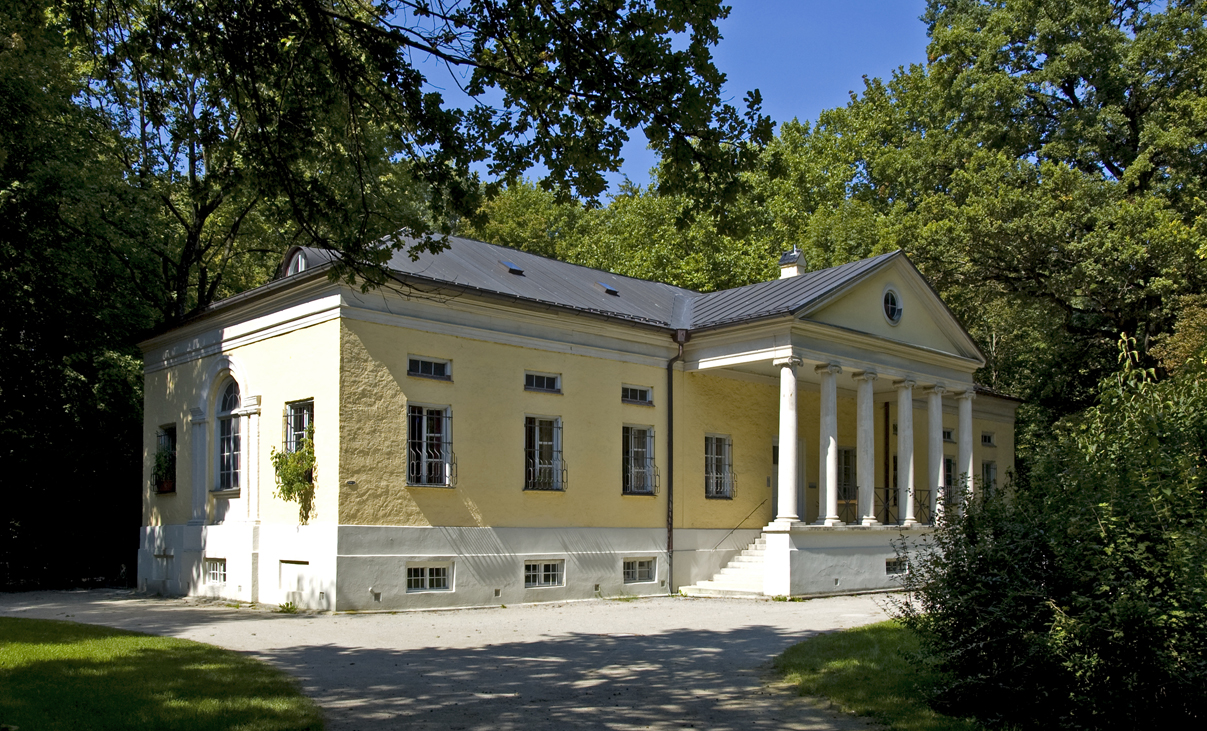
ランフォード・ホール

中国の塔の北にランフォード・ホール (Rumford-Saal) またはランフォード・ハウス (Rumfordhaus) と呼ばれる小さめのパッラーディオ風の建物がある。建設中は "großer Saal" (great hall) あるいは "Militairsaal" (military hall) と呼ばれていたが、後にベンジャミン・トンプソンに因んでランフォード・ホールと呼ばれるようになった。1791年、Lechner によって士官用クラブとして建設され、当初陸軍が使用し、その後王宮が使用した。長さ30m、幅10mで、一部2階建てになっている。正面と背面には6本のイオニア式の木製柱でできたポルチコがある。150人が収容できる食堂の壁面は鏡で覆われており、"Spiegelsaal"（鏡の間）と呼ばれている。この建物は現在、ミュンヘン市の子供センター ("Kinderfreizeitstätte") として使われている。

### クラインヘッセローアー湖

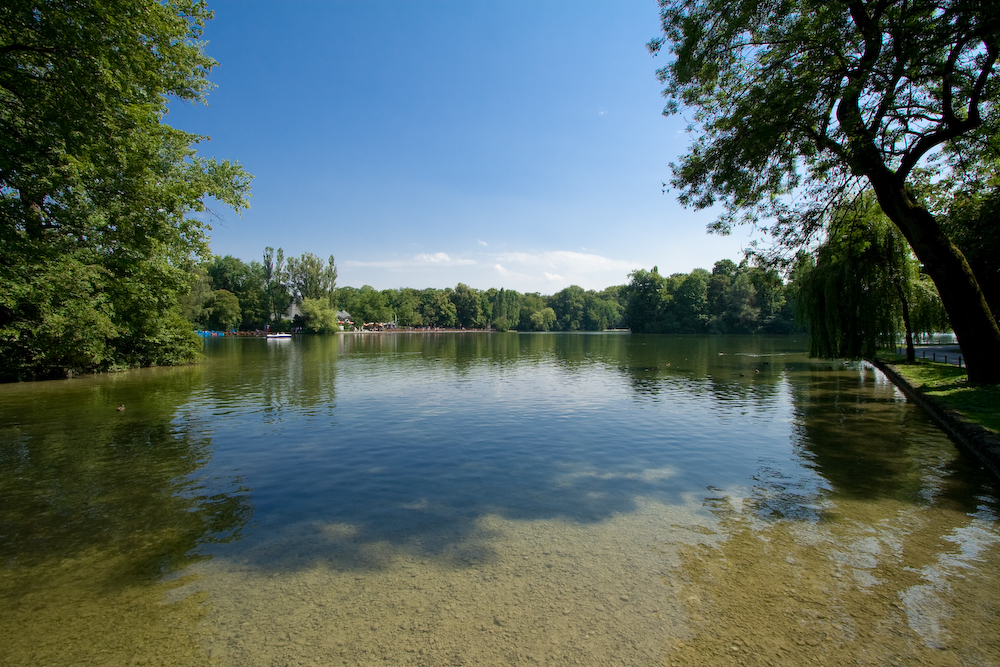
クラインヘッセローアー湖

クラインヘッセローアー湖 (Kleinhesseloher See) は Werneck の指揮下で1800年ごろに作られた人工湖で、当時の庭園の北端にあった。その北に門と見張所があり、その北には Hirschau が広がっていた。そこで公園の管理人が公園内で働く人々のためのビール店を開いた。間もなく牛乳や軽食も出すようになり、特にダンス用の木製の台が設置されると公園を散歩する人々も立ち寄るようになった。Werneck の後を引き継いだシュケルは1807年から1812年にかけて湖の拡張工事を行い、現在の大きさにした。水は園内の小川から供給されている。湖の面積は86,410平方メートルで、Königsinsel（王の島、2,720 m2）、Kurfürsteninsel（選帝侯の島、1,260 m2）、Regenteninsel（摂政の島、640 m2）という3つの島が浮かんでいる。

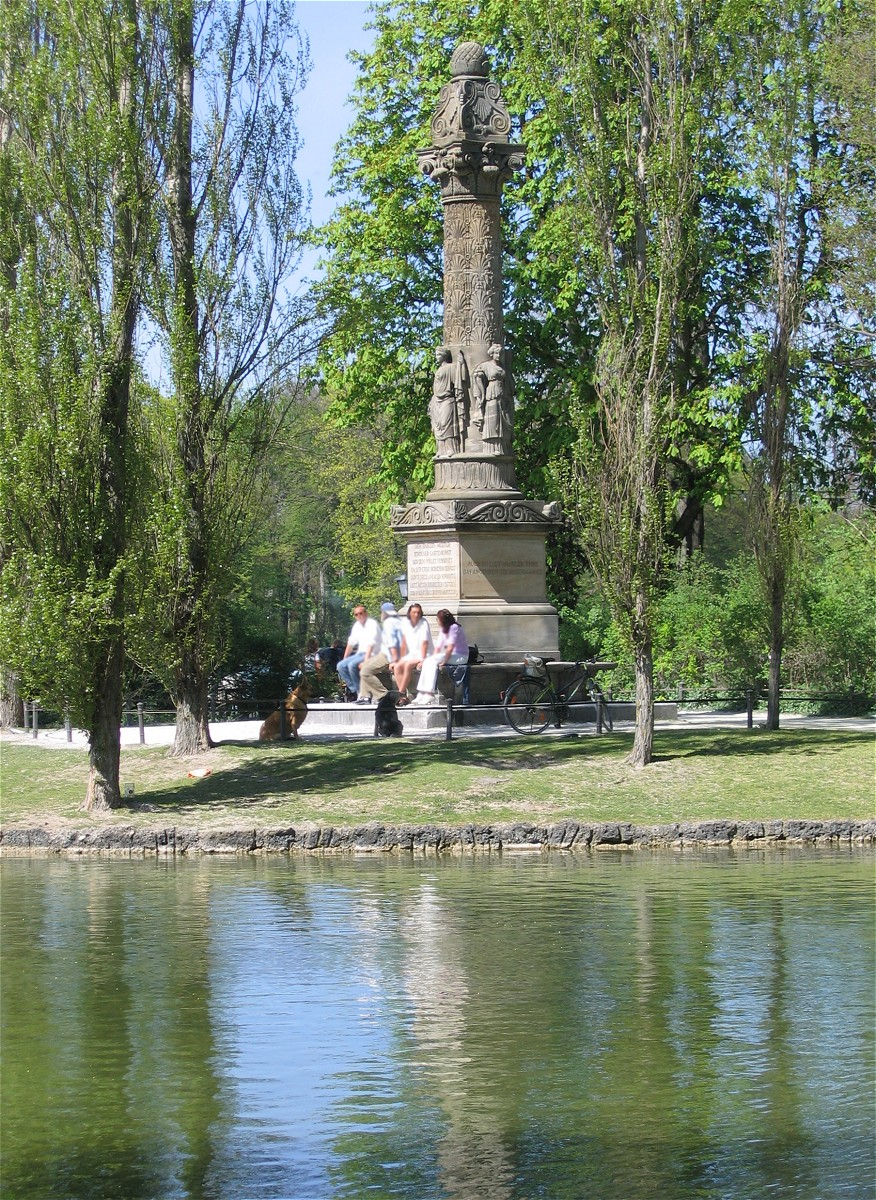
クラインヘッセローアー湖湖畔に立つシュケルの記念碑

シュケルが湖を拡張したことで上述の店は湖に近くなり、後に2,500席の湖畔のビアガーデン Seehaus となった。1882年から1883年にかけて、Gabriel von Seidel が食堂を兼ねたボートハウスを建てた。1935年、Rudolf Esterer がそのボートハウスを湖の見渡せるテラスのある新たな建物に建て替えた。1970年まで非常に人気だったが、撤去されている。新たなデザインが募集され、Alexander von Branca が日本の田舎風の設計で選ばれたものの、コストがかかりすぎるということで建設されなかった。その後15年間は一時的な建物で営業していたが、1985年に Ernst Hürlimann と Ludwig Wiedemann の設計した現在の Seehaus が建てられた。湖と Seehaus は今も人気のレジャースポットとなっており、足漕ぎボートも貸し出している。
湖畔には庭園開発者2人の記念碑がある。Werneck を記念した Werneck-Denkmal は東岸の丘に建っている。1838年、ルートヴィヒ1世の命でフォン・クレンツェが建設した。そのやや南にシュケルを記念した Sckell-Säule がある。こちらもフォン・クレンツェが設計したもので、シュケルの亡くなった翌年の1824年に建設された。施工は Ernst von Bandel (1800-1876) で、彼は後にヘルマン記念像で知られるようになった。

### Hirschau

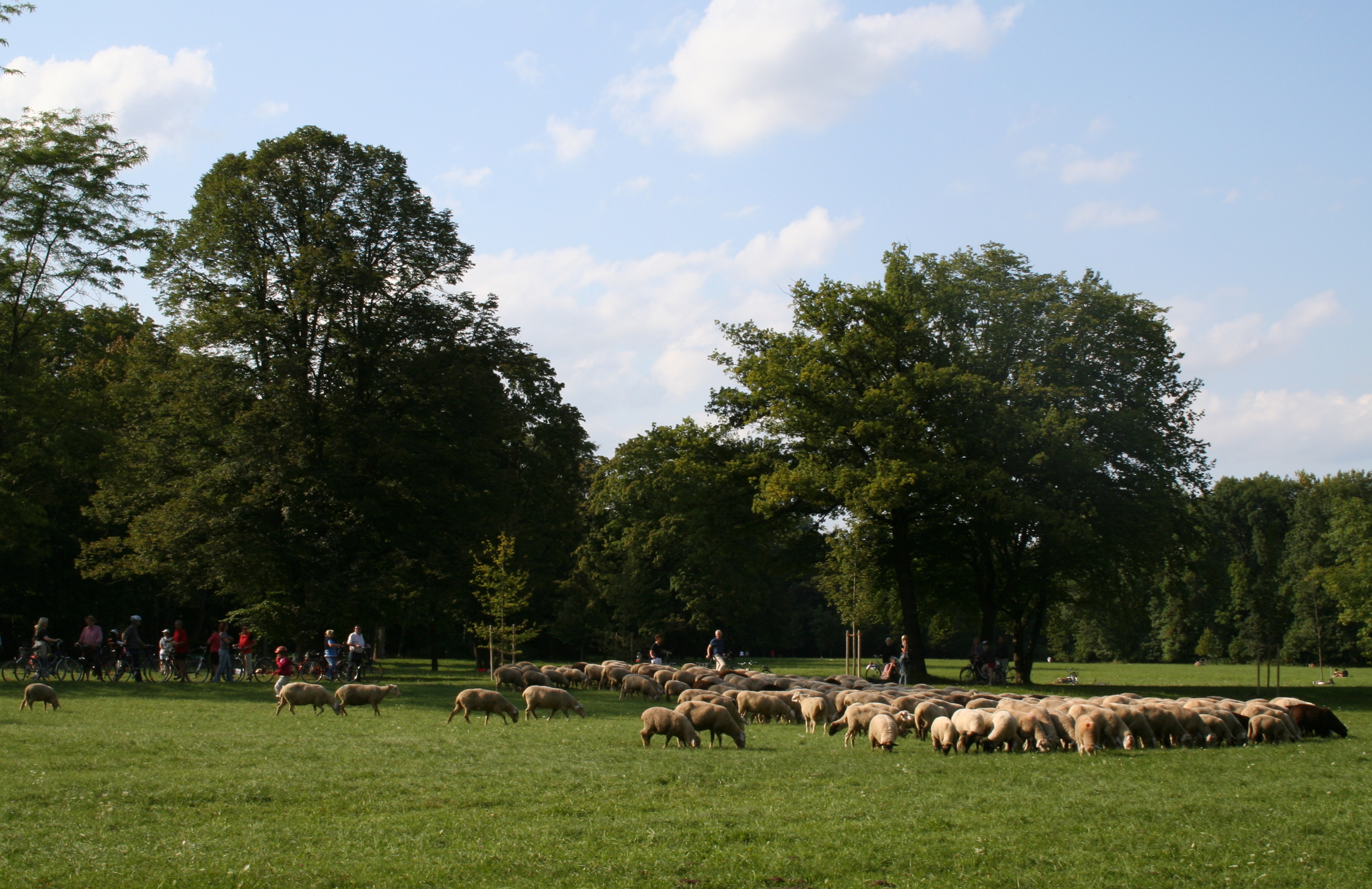
Hirschau の羊の群れ

イギリス庭園は幹線道路のイーザルリングで2分されている。南は約2kmあり、Hirschau と呼ばれる北は約3kmある。南部は天気がよい日には多くの人が訪れるが、それに比べると北部にはほとんど人が訪れない。南部の草原は短く刈り込まれていてスポーツや日光浴に適しているが、Hirschau の草原には羊が放牧されており、一部は夏に干草用の牧草を刈り取るために刈り込まないようになっている。Hirschau には、北端に Joseph Deiglmayr が1810年ごろ建設した "Aumeister" と南端に1840年ごろ建設された "Hirschau" という2つのビアガーデンがある。

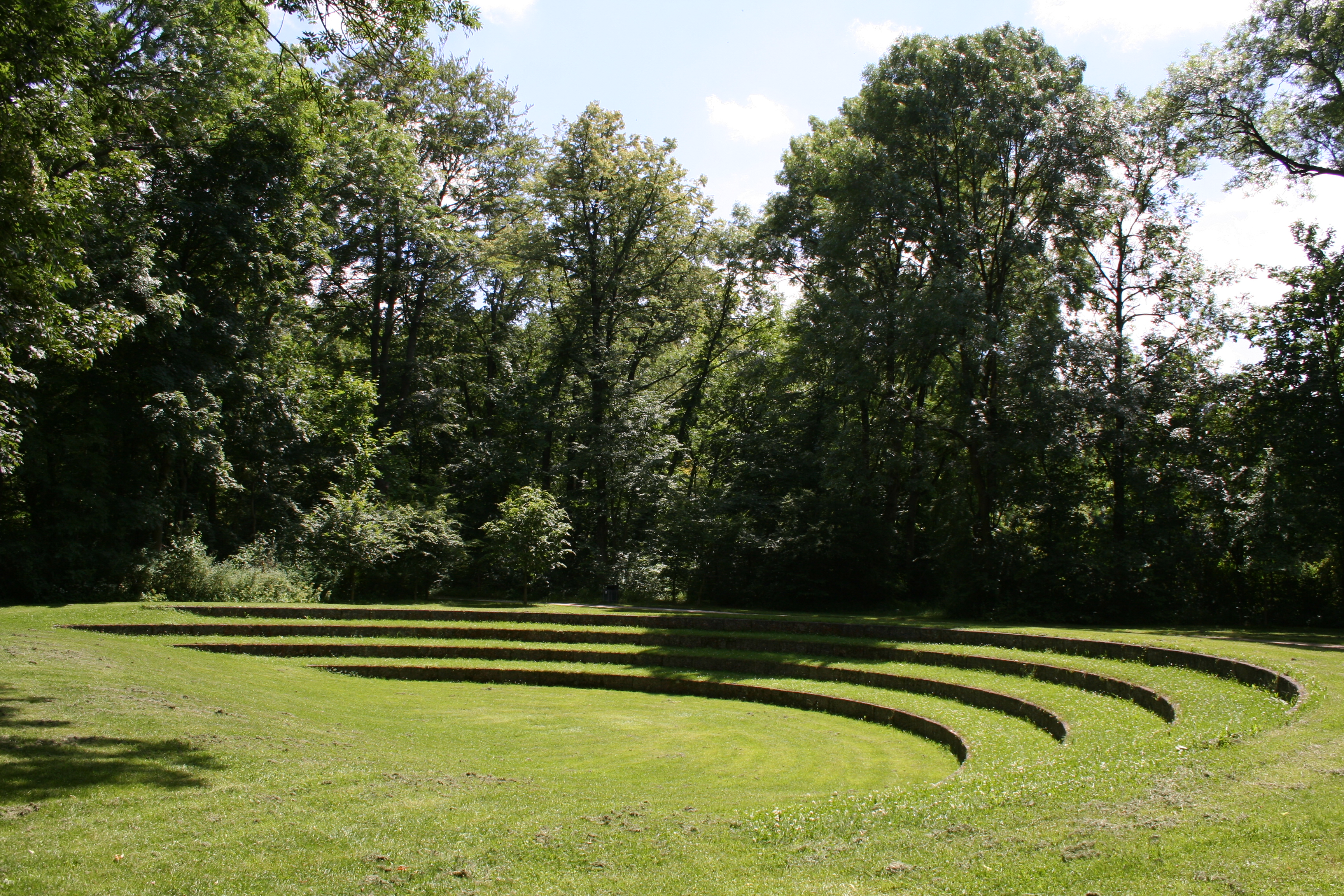
野外劇場

北部には1985年に建設された小型の円形劇場がある。夏になると野外劇場として使われている。過去にも1793年に別の場所に円形劇場が作られたことがあるが、現存しない。Hirschau の東端にイーザル川が流れている。そこにかかっている聖エンメラム橋は1978年に建設された木製の歩道橋で、2002年に放火で焼失したが2004年に新デザインで再建された。

## 寸法など
- 面積: 3.73 km2[50]
- 遊歩道などの総延長: 約 75 km （道路: 26 km、歩道: 36 km、乗馬道: 13 km）[51]
- 中を流れる川の長さ: 8.75 km[52]
- 橋の数: 100以上[53]
- 棲息する鳥の種類: 50-60[54]